# Nordahl Grieg
Johan Nordahl Brun Grieg (født 1. november 1902 i Bergen - skudt ned over Berlin den 2. december 1943) var en norsk digter, forfatter, dramatiker, journalist og politisk aktivist. Han var opkaldt efter sin tiptipoldefar, biskop Johan Nordahl Brun, som skrev Norges første nationalsang.  Slægten Grieg omfatter mange kendte norske navne, deriblandt Edvard Grieg  som var fætter til Nordahl Griegs farfar.

## Baggrund
Nordahl Grieg var søn af skolebestyrer Peter Lexau Grieg (1864–1924) og Helga Vollan (1869–1946), og de første ti år af sit liv bosat på Møhlenpris i Bergen centrum.  I 1912 flyttede familien til villakvarteret Hop. Han havde tre ældre søskende:
- Harald Grieg, forlagsredaktør i Gyldendal Norsk Forlag og en ven af Hamsun; [4]
- Ingeborg Rolfsen Grieg, der skrev under pseudonymet Sissel Aas, [5] og ligesom Nordahl død under krigen, som en af de omkomne i Breifoss-ulykken på Bergensbanen; [6] og
- Johanne Grieg Cederblad, der skrev børnebøger. [7]

Fra 1940 og frem til sin død var han gift med den fraskilte skuespillerinde Gerd Egede-Nissen (1895–1988), der i 1957 udgav sin erindringsbog om ham. 

## Mellemkrigstid
Efter studentereksamen i 1920 tog Nordahl Grieg arbejde som letmatros på en lastebåd og sejlede over hele verden. I 1922 debuterede han med digtsamlingen Rundt Kap det gode Haab. Vers fra søen, fulgt af Skibet gaar videre i 1924. I 1927 fik han ansættelse som journalist, og blev sendt ud for at dække borgerkrigen i Kina. Samme år udgav han Norge i vore hjerter. Digtsamlingen handler om samfundets slidere, og han blev kritiseret for at romantisere deres trøstesløse tilværelse. I 1933 rejste han til Sovjetunionen, blandt andet for at studere russisk teater. Han mødte diplomater, journalister og intellektuelle, og fik et nært forhold til kommunismen. Tilbage i Norge legede han med tanken om at lave en film om "jobbetiden" i Bergen med dens vilde aktiespekulationer under første verdenskrig. I stedet blev det teaterstykket Vor ære og vor magt. 
I 1934 var Hans Jacob Nilsen (1897–1957) blevet direktør for Bergens teater, Den Nationale Scene, DNS; dermed begyndte en storhedstid for teateret med flere epokegørende opsætninger. Nilsen sagde: "Teater skal ikke være støvet og søvnig som en tyrkisk have. Det skal fremføre tidens problemer, sætte spørgsmålene under debat." Både teaterdirektør Nilsen og Nordahl Grieg havde været i Sovjetunionen og var stærkt inspireret af teateret der. Første kapitel i deres samarbejde, Vor ære og vor magt, der handlede om sømændenes elendige kår sat op mod skibsredernes profit i en krigstid,  fik premiere 4. maj 1935. Med tre mod to stemmer havde teaterstyret ellers vedtaget, at prøverne skulle indstilles; flere var selv skibsredere. Men beslutningen førte til en rasende debat over hele landet. Bergens formandskab fattede vedtag om, at kommunen måtte revurdere sit forhold til DNS, og Nationaltheatret i Oslo antog stykket uset. Dermed skiftede et af styremedlemmerne side, og stykket blev sat op og set af omkring 30.000 i Bergen og 50.000 i Oslo. Titlen er hentet fra en strofe i Bjørnson digt Den norske sømand.
Stykkets handling førtes frem til nutid, altså fra 1917 til 1935, og man benyttede den russiske regissør Meyerholds "montage af kontraster",  hvor en scene står i kontrast til den næste. Fra Griegs stykke huskes især scenen med søfolkene i livbåden som kæmper for at overleve på havet, i frygt for den næste torpedering; afløst af skibsredernes orgier på land med champagne og glædespiger.  Filmregissøren Sergej Eisenstein benyttede dette i trappescenen i filmen Panserkrydseren Potemkin. Hans Jakob Nilsen var uddannet ingeniør, og som regissør brugte han stærke sceneskift ved hjælp af lys, hydraulik og drejescene.  Redernes protester nyttet ikke, stykket gik sin sejrsgang på DNS og senere i Oslo. I 1976 blev det genopført på DNS. I 1937 tog Grieg som krigskorrespondent til Spanien for at opleve den spanske borgerkrig på nært hold. Dette resulterede i reportagebogen Spansk sommer. Han besøgte fronten, men deltog ligesom André Malraux også ved en forfatterkongres i Valencias rådhus, der var ramponeret efter et bombenedslag. De fleste af deltagerne var i uniform. Ærespræsidenten var Martin Andersen Nexø. 
Grieg var en af Norges mest markante digtere, og var ret produktiv i 21 år, før han selv blev en af "de unge døde", han havde skrevet om i sit værk De unge døde - Keats, Shelley og Byron, og de tre døde fra den første verdenskrig, Rupert Brooke, Charles Sorley og Wilfred Owen. Samtidig blev Grieg i 1930'erne politisk kontroversiel pga. sin støtte til Stalins regime og et mangeårigt engagement for Sovjetunionen, formidlet gennem en række polemiske artikler og romanen Ung må verden endnu være - en titel lånt fra Henrik Wergelands digt Følg kaldet! hvor det hedder: "Ung maa Verden endnu være, Slægtens Sagas lange Lære endnu kun dens Vuggesange og dens Barndoms Eventyr". Grieg ledede foreningen Sovjetunionens venner, og forsvarede i artikel efter artikel sovjetisk politik og terror, som han anså som del af et verdenshistorisk opgør mellem fascisme og kommunisme, hvor der ikke fandtes rum for tvivl og vaklen. De tiltalte i Moskvaprocesserne indrømmede jo skyld og skulle derfor straffes. 
Da Sovjet angreb Finland var kommunisterne i Norge kompromitteret. Grieg havde dog aldrig været partimedlem. I disse år flyttede han rundt i Nordnorge og blev i slutningen af oktober 1939 indkaldt til neutralitetsvagt ved Alta bataljon og stationeret i Pasvikdalen ved grænsen til Finland. Han mente selv, at han blev overvåget. Han arbejdede på et nyt skuespil, Svaneskriget. 8. april 1940 tog han det med til Oslo og læste det højt for Hans Jacob Nilsen. Manuskriptet forsvandt i de følgende dages kaos og kom aldrig til rette igen. 

## Anden verdenskrig
Grieg var hos tandlægen 9. april 1940, da tyskerne kom marcherende forbi på Drammensveien udenfor, og tandlæge Lossius gik hen til vinduet og udbrød: "Nej, der kommer sgu tyskerne!" Grieg tog tilbage til Ringebu, og skrev til lensmanden, hvor han skulle melde sig til militærtjeneste. Lensmanden sende brevet videre til krigskommisariat Oppland, og 14. april blev han endelig indkaldt til Jørstadmoen. Der fik soldaterne 100 patroner og besked om at medbringe mad til to dage. Et tog var sat op på Lillehammer station; soldaterne var med som eskorte, da guldet fra Norges Bank blev fragtet nordpå. I Molde blev guldet lastet i en række skibe og sendt videre nordpå, og Haakon 7. søgte tilflugt i skoven, mens tyskerne bombede byen. 9. maj ankom de Tromsø. Nordahl Grieg skrev om dette i digtet Kongen  og de dramatiske begivenheder er skildret i filmen ‘’Guldtransporten’’ fra 2022.
Han flygtede videre til England, hvor han blev uddannet til officer og deltog som krigskorrespondent i flere allierede bombetogter over Tyskland. 2. december 1943 kl. 20:18 styrtede hans fly i haven til postminister Wilhelm Ohnesorge i Kleinmachnow, en af de tidligere DDR-kommuner, der omkranser Berlin. Derfra blev den omkomne besætning fragtet til garnisonskirkegården i Dallgöw-Döberitz, og stedt til hvile 6. januar 1944. Af papirerne fremgår udtrykkeligt, at han fejlagtigt blev registreret som "RAF/brit.Flieger" og lagt sammen med de andre i Aufrechtgräber (= stående grave). Da briterne vinteren 1946/47 flyttede de faldne over til den nye britiske æreskirkegård ved Heerstraße, blev han medtaget som en af deres egne. Allerede i brev av 15. november 1949 forsikrer P. Friedrich, leder for afdelingen for britiske faldne, at Grieg var overført til Heerstraße. På den tid ledte den norske gravfærdskommission efter Grieg, og åbnede næsten 100 grave. De opgav da, uden at have gravet de sidste tyve op. De 70 ukendte soldater, som i dag ligger på æreskirkegården, var oprindeligt identificerede, indskrevet i kirkebøger og begravet på lokale, østtyske kirkegårde. Men da briterne selv flyttede de døde, gik det helt galt. I 1955 blev det, man anslog som Griegs grav, åbnet af retsmedicinere. Rapporten er forsvundet fra arkiverne hos Commonwealth War Graves Commission i Birkenhead; men en kopi er vurderet af tandlægeprofessor John Turney, som beskrev den døde som "en ældre, kontinental mand", der regelmæssigt fik tilset sine tænder. De fleste nedskudte flyvere var 18-26 år; i sammenligning var den 41-årige Grieg "ældre". Han var ikke britisk, men "kontinental". Hans tandlægekort 1920-39 fra tandlæge Lossius findes. Den sidste indførsel fra 9. april 1940 mangler dog.

## Eftermæle
På østsiden af Den Nationale Scene i Bergen, blev der den 10. november 1957 rejst en statue af Nordahl Grieg. Musicalen Nordahl i vore hjerter, skrevet af Erling Gjelsvik og Knut Skodvin, blev sat op samme sted i 1990. 
I Kleinmachnow i Tyskland blev der i 2003 rejst en mindesten over Nordahl Grieg på stedet hvor hans flyver styrtede ned. Den første weekend i december afholdes Nordahl Griegs mindeløb; et ti kilometer langt løb som passerer mindestenen.
Han har fået et gymnasium i bydelen Rådal i Bergen opkaldt efter sig. Skolen åbnede i 2010.
Flere veje er opkaldt efter Nordahl Grieg:
I Norge: Nordahl Griegs vej på Paradis i Bergen; i Gjøvik, Trondheim, Porsgrunn, Stavanger og Larvik. Nordahl Griegs gate i Moss, Notodden, Lillestrøm, Haugesund og Mo i Rana.
I Tyskland: Nordahl-Grieg-Straße i Rostock. I Danmark: Nordahl Griegs vej i Sønderborg og Søborg.
Som et eksempel på Nordahl Griegs fortsatte aktualitet blev hans digt Til Ungdommen brugt til at sætte ord på landesorgen efter Oslo-Utøya-tragedien i 2011;  desuden citatet "Vi er så få i dette land, alle faldne bror og ven" fra digtet 17. mai 1940. Som fædrelandsdigter er han ellers mindre egnet, ud fra sin udtalte støtte til Stalins regime. Idéhistoriker Gudmund Skjeldal  efterlyser en større bevidsthed om Nordahl Griegs ideologi: "Hvis vi skal være særlig agtpågivende overfor Hamsuns tekster, bør vi i hvert fall stille spørgsmål også ved Grieg." Skjeldal anfører videre, at Grieg i dele af sit forfatterskab "fremmaner et uforsonligt og forhærdet menneske som ideal, som det ikke er nemt at bekende sig til i vore dage".

## Udgivelser
- Rundt Kap det gode Håp, 1922
- Skibet gaar videre, 1924
- Stene i strømmen, 1925
- Kinesiske dage, 1927
- En ung manns Kjærlighet, 1927
- Barabbas, 1927
- Norge i våre hjerter, 1929
- Nordahl Grieg, Herman Wildenvey, Tore Ørjasæter, Arnulf Øverland: Dikter, 1930
- Atlanterhavet, 1932
- De unge døde, 1932
- Vår ære og vår makt, 1935 –
- Men imorgen, 1936 –
- Spansk sommer, 1938
- Ung må verden ennu være, 1938 –
- Nederlaget, 1937 –
- Dikt i utvalg, 1944
- Friheten, 1945 –
- Flagget, 1945
- Håbet, 1946
- Samlede verker, 1947
- Samlede dikt, 1948
- Langveisfra, 1964
- Morgen over Finnmarksvidden, 1967
- Skuespill / Nordahl Grieg, 1975
- Norge, og andre dikt, 1976
- Et varig vennskap, 1981
- Reise gjennom vår egen tid, 1982
- Større kriger, 1989